# عبد العزيز القصير
عبد العزيز إبراهيم القصير (بالإنجليزية: Abdulaziz Ibrahim AlQasir)‏؛ مواليد 5 مايو 1994 في القصيم، السعودية، هو لاعب كرة قدم سعودي يلعب حالياً في نادي التقدم.

## مسيرة اللاعب
تدرج في الفئات السنية لنادي الرائد وقام بتمثيل جميع الفئات فئة الناشئين وفئة الشباب وفئة الأولمبي وفئة الفريق الأول ولعب العديد من المباريات في دوري المحترفين السعودي و انقطع عن اللعب في عام 2017 وعاد لممارسة لكرة القدم في نادي التقدم في دوري الدرجة الثانية السعودي في صيف 2021.

## روابط خارجية
- عبد العزيز القصير على موقع Soccerway.com (الإنجليزية)